# Josefine Gallmeyer

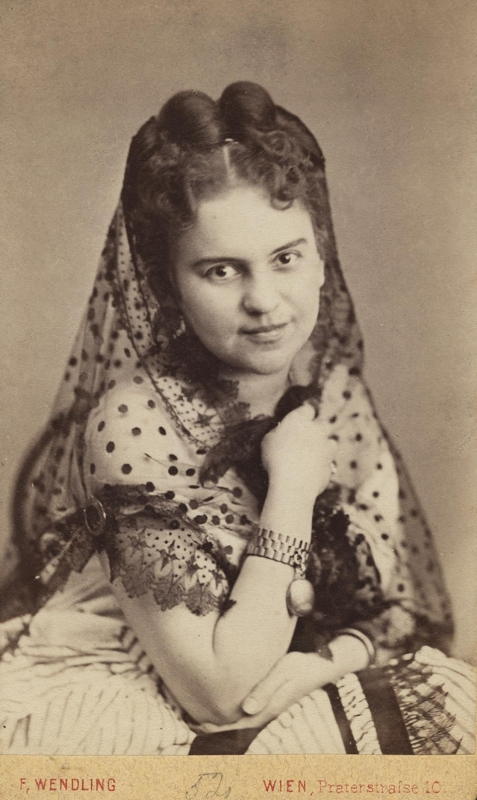
Josefine Gallmeyer, Foto von Friedrich Wendling, Wien

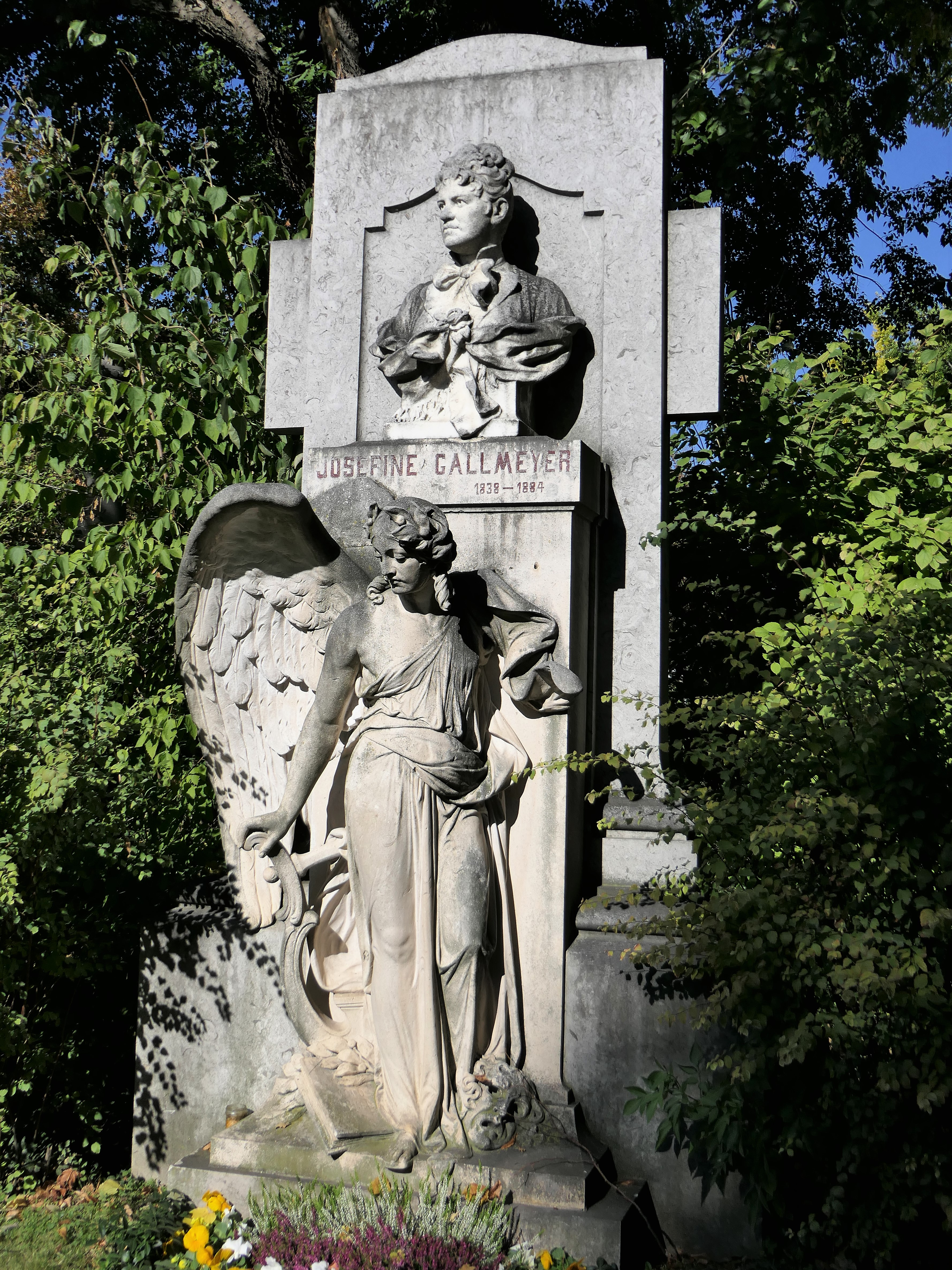
Grab von Josefine Gallmeyer

Josefine Gallmeyer (* 27. Februar 1838 in Leipzig; † 3. Februar 1884 in Wien) war eine österreichische Schauspielerin und Theaterdirektorin deutscher Herkunft.

## Leben
Josefine Gallmeyer war die uneheliche Tochter der Schauspielerin Katharina Tomaselli; ihr Vater war der Opernsänger Michael Greiner. 1842 nahm sie den Namen ihres Stiefvaters Christian Gallmeyer an.
Mit 15 Jahren debütierte Gallmeyer 1853 am Stadttheater in Brünn. Von dort aus wurde sie von der Theatergesellschaft Vereinigten Deutschen Theater in Budapest engagiert. Dieser Vertrag wurde ihr schon nach kurzer Zeit wegen Unbotmäßigkeit und Insubordination fristlos gekündigt.
Zurück in Brünn trat sie verstärkt als Parodistin auf und wurde 1856 von Johann Nepomuk Nestroy entdeckt. Er holte sie nach einem Gastspiel am Theater in der Josefstadt 1857 ans Carltheater in Wien. Die Zusammenarbeit gestaltete sich wohl sehr unerquicklich und Gallmeyer ging zurück nach Brünn.
Neben Auftritten in Brünn gastierte sie auch in Hermannstadt und Temesvár. Der dortige Direktor, Friedrich Strampfer, engagierte sie für sein Haus und verschaffte ihr auch eine Tournee nach Deutschland. Sie gab ein Gastspiel am Viktoriatheater in Berlin und am Hoftheater in Dresden, doch ihres cholerischen Verhaltens wegen blieb es bei einem Auftritt.
Als 1862 Friedrich Strampfer das Theater an der Wien übernahm, holte er Gallmeyer zu sich nach Wien. Dort war sie u. a. Schülerin von Tenor Theodor Wachtel. Mit den Possen von Ottokar Franz Ebersberg und Karl Costa erreichte Gallmeyer endlich ihren Durchbruch.
1865 wechselte sie ans Carltheater. Jacques Offenbach, von dem sie sich eine Rolle versprach, weigerte sich, für sie auch nur eine Zeile zu schreiben. Ab 1875 leitete sie zusammen mit dem Schriftsteller Julius Rosen das Strampfer-Theater, welches 1884 aber wegen Insolvenz schließen musste.
Die Jahre 1882 bis 1883 gelang es ihr, sich mit einer Tournee durch die USA zu sanieren. Anschließend trat sie abwechselnd am Theater an der Wien, Carltheater, Hamburg, Berlin und Graz auf.
Charakteristisch und fast schon sprichwörtlich waren ihre zahllosen Affairen und ihre Verschwendungssucht. 1873 gab sie eine kurzzeitige Verlobung mit Franz Tewele bekannt, die nicht von Dauer war. Zeitweilig galt Gallmeyer als sehr vermögend, aber durch ihre immense Wohltätigkeit bedingt, war sie verarmt, als sie im Alter von 46 Jahren am 3. Februar 1884 in Wien qualvoll gestorben ist. Todesursache war laut Leichenbeschauer eine septische Bauchfellentzündung. Ihre letzten Worte sollen "kämpfen, ringen, helfen, Rosel verzeihen, nicht bös sein" gewesen sein. Ihr Tod rief allgemeine Trauer hervor, Erzherzog Ludwig Viktor soll den ersten Trauerkranz geschickt haben: "Ihrem Wunsche zufolge wird die Leiche in einen einfachen Sarg gelegt und der Leichnam mit einem gewöhnlichen schwarzen Todtenkleide angethan, über die Leiche ein dichter schwarzer Schleier gelegt, in die Hände ein altes Kreuz geschlossen, das ihre Mutter getragen. Sonst wird nichts in den Sarg gethan, keine Blume und kein Kranz, nichts als ein Muttergottesbild, mit frischen Veilchen und Maiglöckchen umrahmt. Die Leiche wird nicht aufgebahrt und nicht zur Besichtigung ausgestellt."

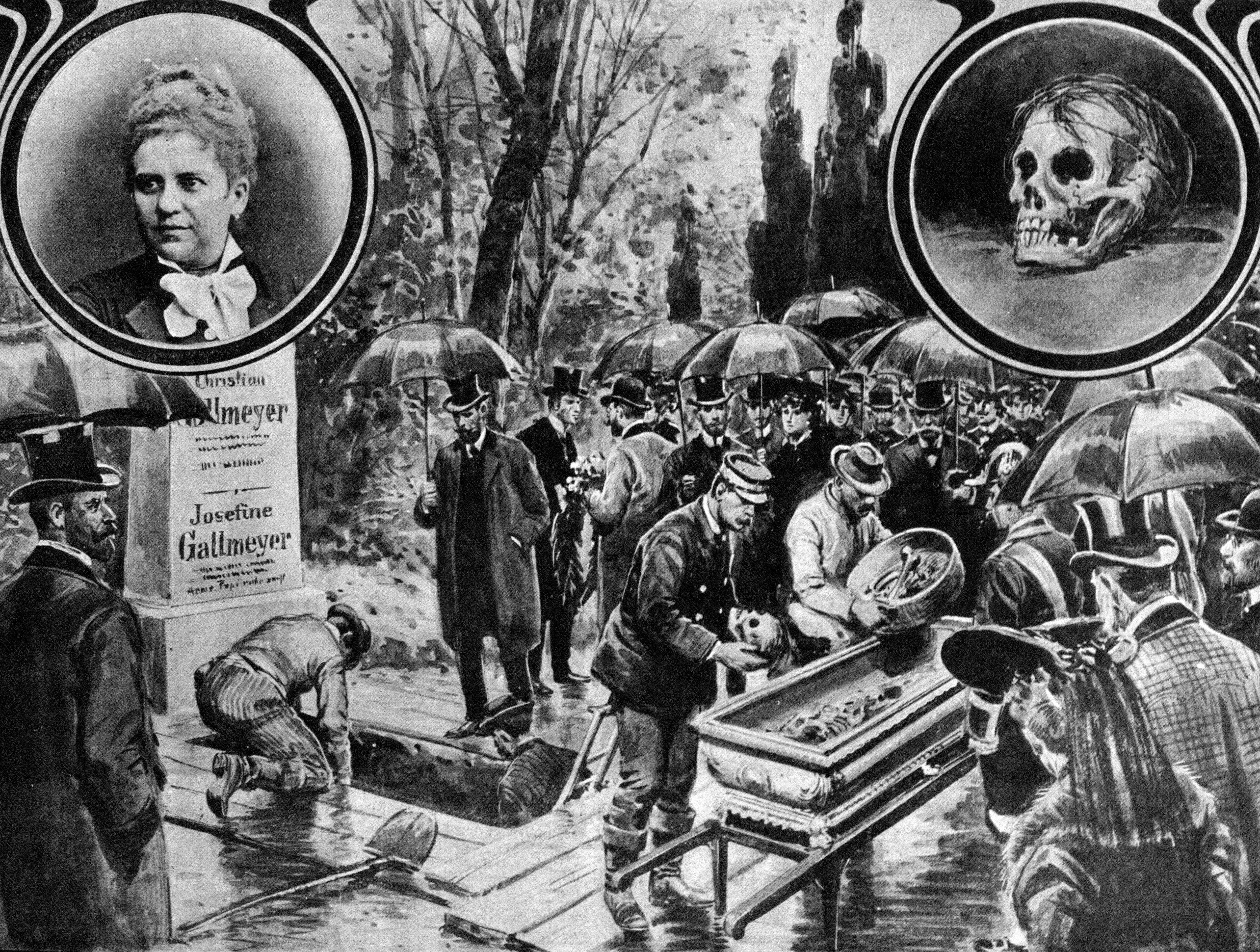
Die Exhumierung der Josephine Gallmeyer (1906)

Die Leiche der Schauspielerin wurde auf dem Matzleinsdorfer Friedhof bestattet, später exhumiert und in einem von der Gemeinde Wien gewidmeten Ehrengrab auf dem Zentralfriedhof (Gruppe 32 A, Nr. 17) beigesetzt. Zeitgenössischen Berichten zufolge soll die Exhumierung im Beisein von Hunderten Schaulustigen durchgeführt worden sein. Der bei der Öffnung des Sarges erhobene Befund, die Überführung der sterblichen Überreste auf den Zentralfriedhof und die Beisetzung im bereitgestellten Ehrengrab wurden in den Printmedien in aller Ausführlichkeit beschrieben.
Im Jahr 1928 wurde in Wien-Döbling (19. Bezirk) die Gallmeyergasse nach ihr benannt.

## Rollen (Auswahl)

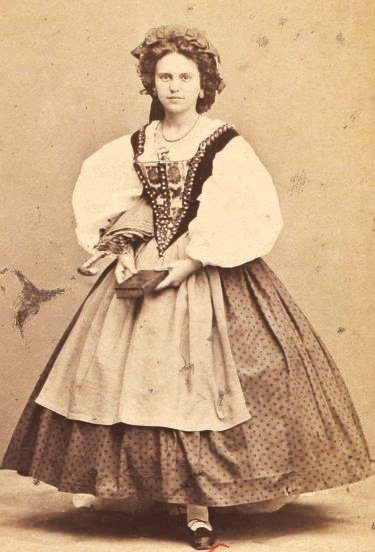
Josefine Gallmeyer

- Marion – Der preußische Landwehrmann und die französische Bäuerin (Karl Haffner)
- Sternenjungfrau – Die Sternenjungfrau (Karl Haffner).
- Therese – Therese Krones (Karl Haffner)
- Christina – Pariser Leben (Jacques Offenbach)
- Lilly – Ihre Familie
- Desvarennes – Sergius Panin (Georges Ohnet)
- Rosa – Der Verschwender (Ferdinand Raimund).
- Tini – Die elegante Tini (Camillo Walzel)
- Agnes – Eine leichte Person (August Conradi)
- Columba – Die Frau Meisterin (Karl Costa – Musik Franz von Suppè)

## Werke
Novelle
- Aus is’ (1982)

Parodie
- Die Schwestern (1982)

Drama
- Aus purem Haß (1883)
- Sarah und Bernhard (1884)